# Lluís Fernández González
Luis Fernández González (Valencia, 8 de agosto de 1945) es un director de cine, escritor, periodista, crítico literario y promotor cultural. Aunque sus inicios como director de cine, a principios de la Transición española, están marcados por la creación de cortometrajes muy provocadores, estos fueron poco conocidos. Fueron proyectados en circuitos secundarios y undergrounds de Valencia. Es conocido, principalmente, por su obra literaria y periodística.

## Obra

### Cine
En 1974 dirigió el cortometraje La fallera mecánica. Es una crítica a las fallas de Valencia, y una denuncia a la apropiación de los símbolos por parte del regionalismo conservador representado por las élites políticas de Valencia.
El cortometraje fue polémico pese a su poca trascendencia. En 1976, Ajoblanco publicó un número especial dirigido a las Fallas. El artículo de Amadeu Fabregat, “Arte fallero: La fallera mecánica”, ofendió a la derecha regional anticatalanista, a los llamados blaveros. En el texto, Fabregat criticaba la utilización de las fiestas y tradiciones valencianas por parte de los conservadores más retrógrados. El resultado fue el cierre durante cuatro meses de la revista Ajoblanco.
Durante esa misma época filmó dos cortometrajes más, Organon y La chica del búnker, a pesar de no tener la misma repercusión que La fallera mecánica.
En 1991, Vicente González Lizondo lo hace Director técnico de la Muestra de Valencia / Cine del Mediterráneo. Cargo que ocupó hasta 2001. Su gestión ante la Institución fue motivo de diversas controversias relacionadas con cuestiones de naturaleza económica, interferencias políticas y la incorporación de contenidos ajenos a la Mostra.

### Literatura
A finales de los años setenta, Lluís Fernández escribe lo que será su novela más conocida, El anarquista desnudo, y la única que escribirá en lengua catalana. El anarquista desnudo fue editada por Edicions 62 a 1979, y fue galardonada con el Premio Prudenci Bertrana en la convocatoria celebrada en 1978. [ hace falta citación ]
El anarquista desnudo es un libro de carácter intimista escrito en forma de correspondencia. La novela comienza con la carta de un desconocido, que reflexiona sobre la soledad y el desánimo hacia la vida. El espacio íntimo se alterna con una ciudad en plena ebullición, cuyo centro es la Estación del Norte, que vive rodeada de una comunidad animada por personajes marginales y singulares. Una ciudad de exceso y desorden, que se rebela contra la moral de la época y las conveniencias históricas.
La obra literaria posterior a El anarquista desnudo, fue más bien modesta. Destacan sin embargo, dos novelas editadas en Laertes, como Desiderata (1984) y Espejo de amor y lujo en (1992).
Más tarde, reanudó el hilo argumental de su primera novela, El anarquista desnudo, con el texto Una prudente distancia, editada por Espasa-Calpe en 1998. Roberto Valencia, profesor universitario y poeta, se ve enredado en un escándalo sexual en España y decide instalarse en Estados Unidos. Veinte años más tarde, iniciará una correspondencia con antiguos amigos y amados, ya través de ellos conocerá de primera mano los progresos y problemas que afronta la sociedad española.
Asimismo, gracias a su contribución cinematográfica y periodística, así como el acceso a figuras distinguidas de la vida social y cultura españolas, escribió obras biográficas menores como: Isabel Preysler: la divertida biografía de una santa filipina (Temas de hoy, 1991) y Monty Clift: pasión secreta (Laertes, 1989).
En 2011, publicó dos obras: un catálogo dedicado a la publicidad animada por televisión y cine, llamado El Anuncio de la Modernidad: Estudios Moro 1955-1970; y su última novela hasta la fecha, titulada Los friquis: Elogio a la caspa. Una alabanza a los personajes sórdidos y populares surgidos en España a través de la prensa rubio en.

### Periodismo
Ha ejercido como periodista y crítico literario en algunos de los medios de comunicación españoles y catalanes más importantes: Canigó, Mundo Diario, La Vanguardia, El Periódico, Las Provincias, Primera Línea, Man, Diario 16 y El País. Desde hace unos años escribe sobre literatura, cine y música en el diario La Razón. Asimismo, fue colaborador habitual tras los micrófonos de Radio Nacional de Barcelona y, frente a las cámaras, en la Televisió pública de Catalunya (TV3).

## Obras
1. 1979 El anarquista desnudo, narrativa (Ediciones 62)
2. 1984 Desiderata, narrativa (Editado por Laertes)
3. 1989 Monty Clift: pasion secreta (Editado por Laertes)
4. 1991 Isabel Presley: la divertida biografía de una santa filipina, biografía (Editado por Temas de hoy)
5. 1992 Espejo de amor y lujo, narrativa (Editado por Laertes)
6. 1998 Una prudente distancia (Espada-Calpe)
7. 2011 El anuncio de la Modernidad: Estudios Moro 1955-1970 (Pentagraf Impresoras)
8. 2011 Los frikis: Elogio de la caspa (autoeditado)